# Voorst

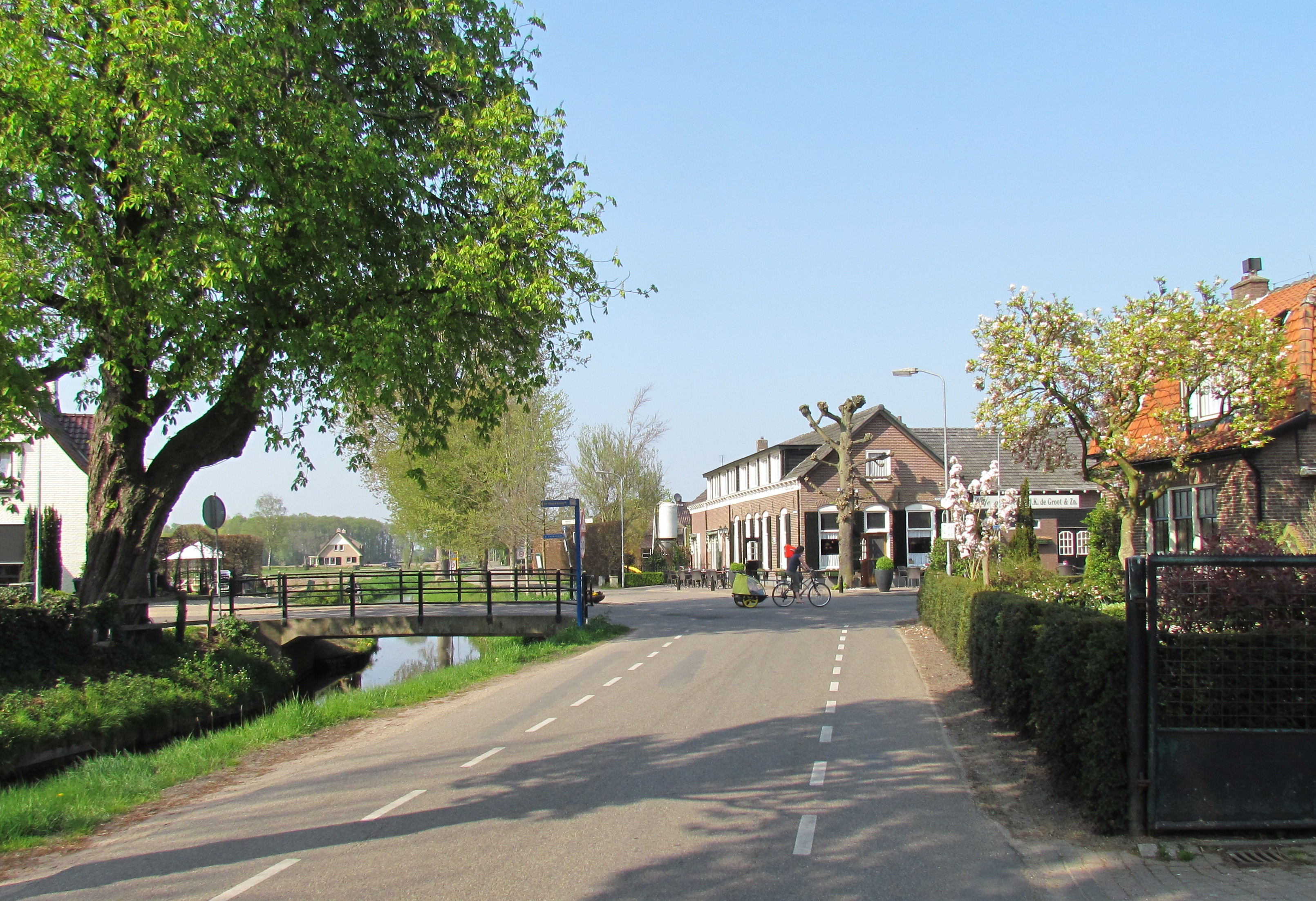

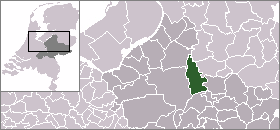
Voorsts läge

Voorst är en kommun i provinsen Gelderland i Nederländerna. Kommunens totala area är 126,52 km² (där 3,41 km² är vatten) och invånarantalet är på 23 563 invånare (2005).